# Ant-Zen
La Ant-Zen è un'etichetta discografica indipendente di musica di derivazione elettronica e Industrial con base in Germania. L'etichetta si occupa principalmente di produzioni audio e arti visive.

## Storia
Fondata nel 1994 Stefan Alt (in arte S.Alt), che ne è anche il direttore artistico. Il nome deriva dalla frase "Anti zensur", che apre ad un modus operandi legato ad una visione delle nuove espressioni libere da censure. Nel corso degli anni, il nome di Ant-Zen è diventato sinonimo dei generi rhythmic noise e power noise all'interno della scena Industrial.

## Alcuni artisti
- Music For Flagellants
- Telepherique
- Stin Scatzor
- Leiche Rustikal
- P·A·L
- Pineal Gland Zirbeldruese
- Salt
- Mondblut
- Sshe Retina Stimulants
- Ars Moriendi
- Templegarden's
- Stin Scatzor
- Stigma
- Synapscape
- wumpscut:
- La Nomenklatur
- Hybryds
- Contagious Orgasm
- Morgenstern
- Asche
- Maeror Tri
- Deutsch Nepal
- Sonar
- Brume
- Stromlinie
- Imminent Starvation
- Aube
- Noisex
- Converter
- Ah Cama-Sotz
- Monokrom
- Dive
- Axiome